# Pero Pais
Pero Pais ou Pedro Páez Jaramillo (Olmeda de las Fuentes (então Olmeda de la Cebolla), Madri, 1564 – † Gorgora, Etiópia, 20 de maio de 1622) foi um missionário jesuíta espanhol do século XVII.
Foi o primeiro europeu a chegar à fontes do Nilo Azul, em 1618.

## Biografia
Pero Pais nasceu em 1564, dezesseis anos antes da unificação das coroas ibéricas, e  estudou no colégio dos jesuítas em Belmonte (Cuenca), onde travou amizade com um de seus professores, o teólogo navarro Tomás de Ituren. Mais tarde freqüentou as Universidades de Alcalá de Henares e de Coimbra. Em 1585, com a perspectiva de uma missão na Etiópia, partiu rumo a Goa.
Após a permanência de um ano no Colégio de S. Paulo em Goa, partiu, junto ao também jesuíta catalão António de Montserrat para a missão na Etiópia, que se encontrava em dificuldades. O objetivo de Pais e Montserrat era de reforçar o grupo de missionários local, reduzido a dois religiosos. No porto de Diu, sem encontrar embarcação direta, decidiram partir para Mascate (Omã), que já estava sob domínio português desde 1508. Foram então ludibriados por um comerciante local que lhes prometeu passagens para a Etiópia e, logo ao deixar o porto os transportou como prisioneiros para o Iêmen. Seguiriam sete anos de cativeiro, em que percorreriam o deserto de Hadramaute e parte do deserto de Rub al-Khali na península Arábica.
Em 1595, foram resgatados e retornaram a Goa, onde morreu Montserrat. Em 1603, Pais disfarçado de comerciante arménio iniciou uma nova viagem à Etiópia. Aportou em Maçuá, dirigindo-se posteriormente a Fremona, onde se encontrava a base jesuíta. Durante esta viagem, o rei lhe ofereceu uma estranha bebida, que tomou, tornando-se assim o primeiro europeu a experimentar o café, que descreveria mais tarde. Ao contrário de seu predecessor, Andrés de Oviedo, Paul. B. Henze o descreve como sendo "gentil, culto e respeitador dos sentimentos alheios".
Convocado à corte do negus Za Denguel, impressionou este imperador de tal forma com seus conhecimentos de amárico de geez e dos costumes locais, que logrou convertê-lo ao catolicismo. Embora advertido por Pais de que o abandono da Igreja Ortodoxa Etíope deveria ser anunciado de forma cautelosa, Za Denguel proclamou modificações na observação do Sábado. Pais dirigiu-se então a Fremona, de onde observou a guerra civil que terminaria com a morte do imperador.
A cautela de Pais foi decisiva ao ganhar a confiança de Succineos Segued III, coroado imperador em 1607. Convocado à corte, Pais conquistou sua amizade, e obteve concessões territoriais ao norte do Lago Tana, onde estabeleceria um novo núcleo jesuítico, iniciando com uma igreja de pedra em Gorgora Nova. Suas construções, muitas das quais ainda estão de pé, acabariam por influenciar a arquitetura etíope. Pouco antes de morrer, em 1622, teve também sucesso na conversão de Succineos ao catolicismo.  
Pais, em uma de suas viagens com Succineos, foi o primeiro europeu a chegar às fontes do Nilo Azul, em 21 de abril de 1618, cento cinquenta anos antes do escocês James Bruce, apesar desse negar verácidade dos escritos de Pais. Sobre este feito, Pais escreveu: «Confesso que me alegrei de ver o que tanto desejaram ver o rei Ciro, o grande Alexandre e Júlio César».
Escreveu a "História da Ethiópia" em 1620, impressa como os Volumes II and III da "Rerum Aethiopicarum Scriptores occidentales Inedtii" de Camillo Beccari (Roma, 1905-17). Sua obra foi publicada em 1945 no Porto em nova edição por Sanceau, Feio and Teixeira, como "Pêro Pais: História da Etiópia".
Além de ter traduzido o Catecismo Romano em Geez, acredita-se que seja o autor do tratado "De Abyssinorum erroribus".

## Leitura Adicional
- Jorge Sánchez, de Hospitalet (Barcelona), viajou solitário a Etiópia em 1993 e explorou durante dois meses os lugares percorridos por Pero Pais. Em seu livro "Mi Viaje alrededor de África", publicado em 1994 pela editora madrilenha Tierra de Fuego, lhe dedica várias páginas.
- Javier Reverte, "Dios, el diablo y la aventura: La historia de Pedro Páez, el español que descubrió el Nilo Azul". Barcelona: Plaza & Janés, 2001.
- George Bishop, "A Lion to Judah: The Travels and Adventures of Pedro Paez, S.J., the River Finder". Anand: Gujarat Sahitya Prakash, 1998.